# کازوهیرو کاواتا
کازوهیرو کاواتا (انگلیسی: Kazuhiro Kawata؛ زادهٔ ۱۱ ژوئن ۱۹۸۲) بازیکن فوتبال اهل ژاپن است.
از باشگاه‌هایی که در آن بازی کرده‌است می‌توان به باشگاه فوتبال ماتسوموتو یاماگا اشاره کرد.